# Hirakawa
Hirakawa (平川市; Hirakawa-shi) és una ciutat del Japó situada a la prefectura d'Aomori.